# Theo Sander
Theo Nicolini Sander (ur. 8 stycznia 2005 w Skørping) – duński piłkarz występujący na pozycji bramkarza w duńskim klubie Odense Boldklub, do którego jest wypożyczony z FC København. Reprezentant Danii w drużynach młodzieżowych.

## Kariera
Theo Sander dołączył w 2017 do drużyny juniorskiej Aalborg BK, mając wtedy 12 lat. W 2021 pozyskaniem zawodnika zainteresowany był włoski Juventus. Jednak Sander rozpoczął grę w drużynie seniorskiej duńskiego klubu, podpisując w lutym 2022 kontrakt obowiązujący do końca czerwca 2025. 28 sierpnia 2022 zadebiutował w meczu duńskiej Superligaen przeciwko Randers FC, który jego drużyna przegrała 0:1. Sander stał się najmłodszym w historii bramkarzem debiutującym w najwyższej lidze duńskiej, mając wtedy 17 lat.
20 lipca 2023 podpisał z kontrakt z FC København, który ma obowiązywać do końca czerwca 2028. W tym zespole zadebiutował 18 sierpnia 2023 w wygranym 2:0 ligowym meczu z Hvidovre IF. 3 lutego 2025 został wypożyczony na pół roku do Hvidovre. 17 lipca 2025 udał się na wypożyczenie do Odense Boldklub.